# Wero
Wero ist ein europäischer Zahlungsdienst der European Payments Initiative (EPI) und gilt als Nachfolger des deutschen Zahlungsdienstes Giropay. Beteiligt sind in Deutschland die Sparkassen und Genossenschaftsbanken sowie die Deutsche Bank. Das Kunstwort setzt sich zusammen aus englisch we (wir) und Euro.
Der Start erfolgte am 2. Juli 2024, zunächst als Konkurrent für PayPal Freunde und Familie, aber von Anfang an als Echtzeit-Bezahlsystem (vergleichbar einer Echtzeitüberweisung) und später mit erweiterter Online-Zahlungsfunktion. Im Dezember 2024 existierten 17 Millionen registrierte Nutzer und Nutzerinnen, die rund 12 Millionen Transaktionen über den Dienst abgewickelt haben sollen. Die Zahlungen sind auf 1000 Euro begrenzt, soweit die teilnehmenden Banken die Grenze nicht darunter setzen. Konkret durchgeführt worden ist die Einführung von Wero in folgenden Ländern: Belgien, Deutschland und Frankreich. Die Niederlande und Luxemburg planen die Einführung für 2026.

## Hintergrund und Einschätzungen

### Ausgangslage
Giropay hatte 2023 noch einen Marktanteil von 0,4 Prozent und soll aufgrund hoher Fixkosten nicht mehr rentabel gewesen sein. Beschlossen wurde, den Zahlungsdienst zusammen mit dem Anbieter Paydirekt Ende 2024 einzustellen und den neuen Zahlungsdienst in mehreren Etappen schrittweise aufzubauen. Das Ziel des Projekts der EPI ist eine größere Unabhängigkeit von der Marktmacht amerikanischer Zahlungsdienstleister.
Im November 2024 veröffentlichte Verivox eine Umfrage, wonach nur 12,2 Prozent der Befragten Wero als Zahlungsdienst kannten. 9,7 Prozent kam zwar der Name bekannt vor, sie konnten ihn aber nicht zuordnen. Nur 2,2 Prozent gaben an, den Dienst bereits genutzt zu haben. 39,3 Prozent glaubten dennoch, dass Wero den übermächtigen amerikanischen Anbietern Konkurrenz machen könnte, falls der Ausbau der Bezahlfunktionen zu einem „spürbaren Kundennutzen“ führen würde.

### Analysen und Prognosen
Nach Ansicht der Unternehmensberatung Capco kam der Markteintritt von Wero für viele allerdings zu spät. Vergleichbare Zahlungsinitiativen der Banken wie z. B. das seit 2016 am Markt befindliche Unified Payments Interface (UPI) in Indien sind ungefähr zeitgleich mit den konkurrierenden Zahlungsdiensten bankenunabhängiger Konzerne entstanden und hatten damit günstigere Startbedingungen als Wero, das gegen bereits etablierte Zahlungsdienste wie z. B. Apple Pay oder Google Pay antreten muss. Bis zum Marktstart Anfang 2024 gehörten der EPI noch 16 von ursprünglich 32 Finanzdienstleistern an, ganze Länder wie Italien und Spanien haben sich zwischen 2020 und 2024 jedoch aus der Initiative zurückgezogen.
Nach Meinung der Zeitschrift Capital sei der Zug „noch nicht komplett abgefahren, aber schon ordentlich in Bewegung.“ Das Center for Financial Studies sah bereits Ende 2021 für Europa die „letzte Möglichkeit, ein Zahlungssystem zu etablieren, das im globalen Wettbewerb“ (vor allem gegen die US-amerikanische Konkurrenz) mithalten könne. Als zentraler Erfolgsfaktor wurde die relative Höhe der Händlergebühren angesehen.
Nach Meinung der Börsen-Zeitung drohe Europa zwar den Anschluss bei Innovationen zu verlieren. In einem Gastbeitrag für die Nachrichtenplattform rief Ole Matthiessen von der Deutschen Bank jedoch dazu auf, dass die EPI und der projektierte Digitale Euro der Europäischen Zentralbank im Rahmen einer öffentlich-privaten Partnerschaft Hand in Hand gehen sollten, um „die europäische Souveränität bei digitalen Bezahllösungen zu stärken“.

## Markteinführung 2024–2026

### Technische Umsetzung und App
Als Fehler des alten Zahlungsdienstes Giropay gelten die für Kunden und Händler gleichermaßen komplizierte und aufwendige Einrichtung. Wero ist dagegen mit dem Girokonto des Nutzers gekoppelt und ohne Einrichtung sofort nutzbar. Die EPI startete bereits im Dezember 2023 auf Basis der fertig entwickelten Bezahllösung SCT-Inst SEPA mit einem Pilotbetrieb zwischen der Sparkasse Elbe-Elster und der französischen Banque Populaire. Ende 2024 wurden die Paydirekt-Konten gekündigt.
Zum Start hatte die EPI 2024 mit Wero die „digitale Geldbörse“ Wero Wallet mit Handy-zu-Handy-Zahlungen in Belgien, Deutschland und Frankreich eingeführt und dazu eine eigene App angeboten, sodass nach Aussage des Anbieters fast alle Bankkunden in diesen Ländern Wero mit großer Wahrscheinlichkeit nutzen konnten. Die App erschien am 25. November 2024, zunächst nur für Kunden der Postbank. Sie sollte mit Twint (Schweiz) bzw. MobilePay (Dänemark) vergleichbar sein. In Deutschland waren die Sparkassen von Anfang an dabei, die anderen Banken wollten bis 2025 folgen.
EPI-Mitgliedsbanken, darunter die Deutsche Bank, die DZ Bank und die Sparkassen-Finanzgruppe, planen, die auf SEPA basierenden Dienste auch in ihren eigenen Apps bereitzustellen. Grundlage sind die bei den Banken hinterlegten Mobilfunknummern der Bankkunden. In den Niederlanden hat die Zentralbank die Umstellung von iDEAL auf die europäische Plattform vom Erfolg von Wero abhängig gemacht. Ziel ist, mobile Zahlungen nach europäischen Datenschutzstandards ohne zwischengeschaltete außereuropäische Dienstleister direkt zwischen den Konten der teilnehmenden Banken in Europa zu ermöglichen.

### Bezahlung im Internet und an der Kasse
Ab Sommer 2025 kann Wero in Deutschland zur Bezahlung in Onlineshops genutzt werden und tritt damit zu PayPal und den verschiedenen Debit- und Kreditkarten in Konkurrenz. Dieser Schritt folgt im Oktober 2025 in Belgien und Anfang 2026 in Frankreich. Als letzter Schritt ist 2026 die Integration von stationärer Zahlung an der Ladenkasse geplant, für die 2024 und 2025 ein Pilotprojekt durchgeführt wurde. Erste Tests zur Nutzung von Wero in Online-Shops fanden zwischen November und Dezember 2024 statt.
Bis 2026 soll die Bezahllösung für den Handel flächendeckend in Europa verfügbar sein und „alle gängigen Zahlungsszenarien der Kunden“ inklusive Ratenzahlung, Treueprogramme und die Verwaltung von wiederkehrenden Zahlungen hinzugefügt werden. Als weitere Merkmale werden angegeben, dass sich Wero ohne zusätzliche Hardware in die bestehenden Systeme der Händler integrieren lasse und auch der Digitale Euro unterstützt werden soll.

## Derzeit unterstützte Banken
Europaweit bieten mit Stand Ende 2024 rund 900 Finanzinstitute den Zahlungsdienst an.
| Land        | Bankname                                                       | Beginn der Unterstützung |
| ----------- | -------------------------------------------------------------- | ------------------------ |
| Belgien     | Argenta                                                        | 7. Juli 2025             |
| Belgien     | Bank Van Breda                                                 | 7. Juli 2025             |
| Belgien     | Belfius                                                        | 2. Juli 2024             |
| Belgien     | Beobank                                                        | 7. Juli 2025             |
| Belgien     | BNP Paribas Fortis (Fintro, Hello Bank! Belgium)               | 6. Nov. 2024             |
| Belgien     | Crelan                                                         | 7. Juli 2025             |
| Belgien     | KBC (CBC, KBC Brussels)                                        | 26. Juli 2024            |
| Belgien     | ING Belgium                                                    | 19. Nov. 2024            |
| Belgien     | Revolut                                                        | Juli 2025                |
| Belgien     | vdk bank                                                       | 7. Juli 2025             |
| Deutschland | BBBank                                                         | 30. Sep. 2024            |
| Deutschland | GLS Bank                                                       | 16. Juli 2025            |
| Deutschland | ING-DiBa                                                       | Aug. 2025                |
| Deutschland | Postbank                                                       | 31. Okt. 2024            |
| Deutschland | PSD Banken (Braunschweig, Nürnberg, West)                      | 30. Sep. 2024            |
| Deutschland | Revolut                                                        | Juli 2025                |
| Deutschland | Sparda-Banken Berlin, Hamburg, Südwest                         | 1. Aug. 2024             |
| Deutschland | Sparda-Banken Hannover, Ostbayern                              |                          |
| Deutschland | Sparkassen-Finanzgruppe                                        | 2. Juli 2024             |
| Deutschland | Volksbanken Raiffeisenbanken (DZ Bank)                         | 2. Juli 2024             |
| Frankreich  | BNP Paribas                                                    | 24. Okt. 2024            |
| Frankreich  | CIC                                                            | 1. Nov. 2024             |
| Frankreich  | Crédit Agricole                                                | 26. Sep. 2024            |
| Frankreich  | Crédit Lyonnais                                                | 14. Feb. 2025            |
| Frankreich  | Crédit Mutuel                                                  | 6. Nov. 2024             |
| Frankreich  | Groupe BPCE (Groupe Caisse d’Epargne, Groupe Banque Populaire) | 2. Okt. 2024             |
| Frankreich  | Hello bank!                                                    | 2. Okt. 2024             |
| Frankreich  | La Banque postale (nur über die App der EPI)                   | 28. Okt. 2024            |
| Frankreich  | Revolut                                                        | Juli 2025                |
| Frankreich  | Société Générale                                               | 24. Okt. 2024            |
| Luxemburg   | Banque internationale à Luxembourg                             | 1. Juni 2026             |
| Luxemburg   | Banque Raiffeisen                                              | 1. Juni 2026             |
| Luxemburg   | Post Luxembourg                                                | 1. Juni 2026             |
| Luxemburg   | Banque internationale à Luxembourg                             | 1. Juni 2026             |
| Luxemburg   | Spuerkeess                                                     | 1. Juni 2026             |

Weitere Banken, die den Dienst anbieten wollen, sind mit Stand August 2025 Worldline (Deutschland ab Sommer 2025, Belgien Oktober 2025 und Frankreich Anfang 2026), ING (Niederlande ab 2027), Deutsche Bank in 2025 und Nexi (Deutschland ab Ende 2025). Die Commerzbank und Direktbanken wie z. B. N26 haben derzeit kein Szenario für die Implementierung erarbeitet. Weitere Banken und Dienstleister sollen folgen.
Quellen: u. a.